# Ioánnis Sarmás
Ioánnis Sarmás (en grec Ιωάννης Σαρμάς), né en 21 mars 1957 à Kos (Grèce), est un magistrat et homme d'État grec. Président de la Cour des comptes grecque de 2019 à 2023, il est Premier ministre de Grèce du 25 mai au 26 juin 2023, nommé par la présidente Ekateríni Sakellaropoúlou après les élections législatives de mai 2023 pour diriger un gouvernement de transition,.